# Andrea Sacchi
Andrea Sacchi (Nettuno, 30 de novembro de 1599 — Roma, 21 de junho de 1661) foi um arquiteto e pintor italiano clássico. Teve como mestre Francesco Albani, e sua obra foi inspirada no trabalho do pintor e arquiteto florentino Rafael.
São artistas da mesma geração os pintores Nicolas Poussin e Giovanni Battista Passeri, os escultores Alessandro Algardi e François Duquesnoy e o biógrafo Giovanni Bellori.

## Bibliografia

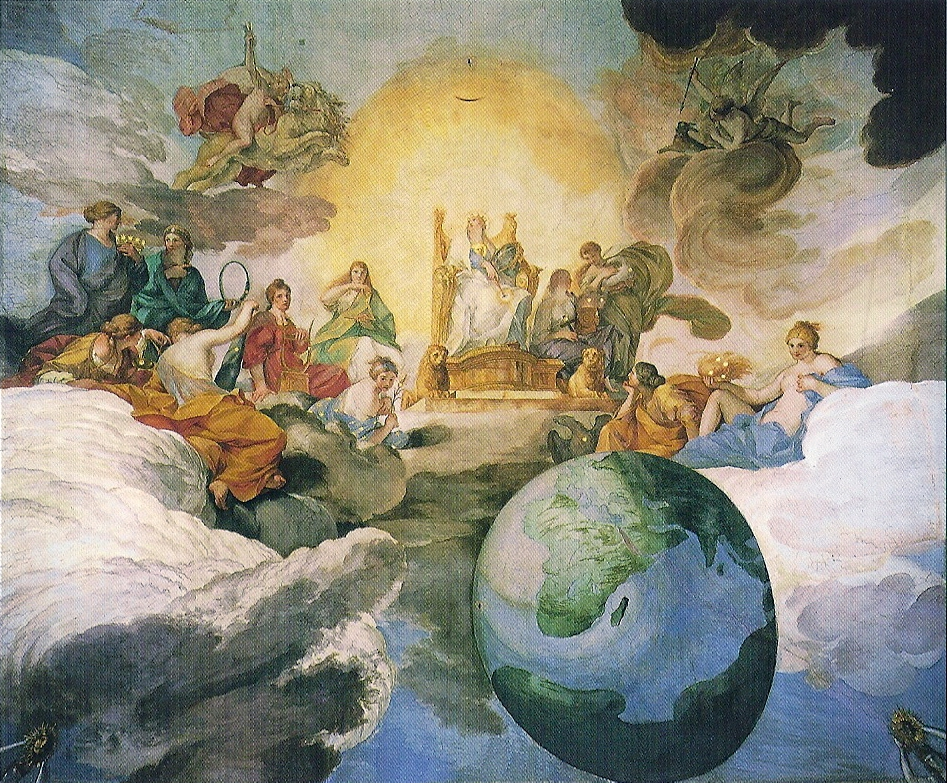
Alegoria da sabedoria divina, Palazzo Barberini (1629-1633).